# Pont-canal du Cacor
Le pont-canal du Cacor  est un pont-canal français qui permet la navigation au-dessus du Tarn par le canal latéral à la Garonne.

## Géographie
L'ouvrage est situé dans la commune de Moissac dans le département de Tarn-et-Garonne en région Occitanie.

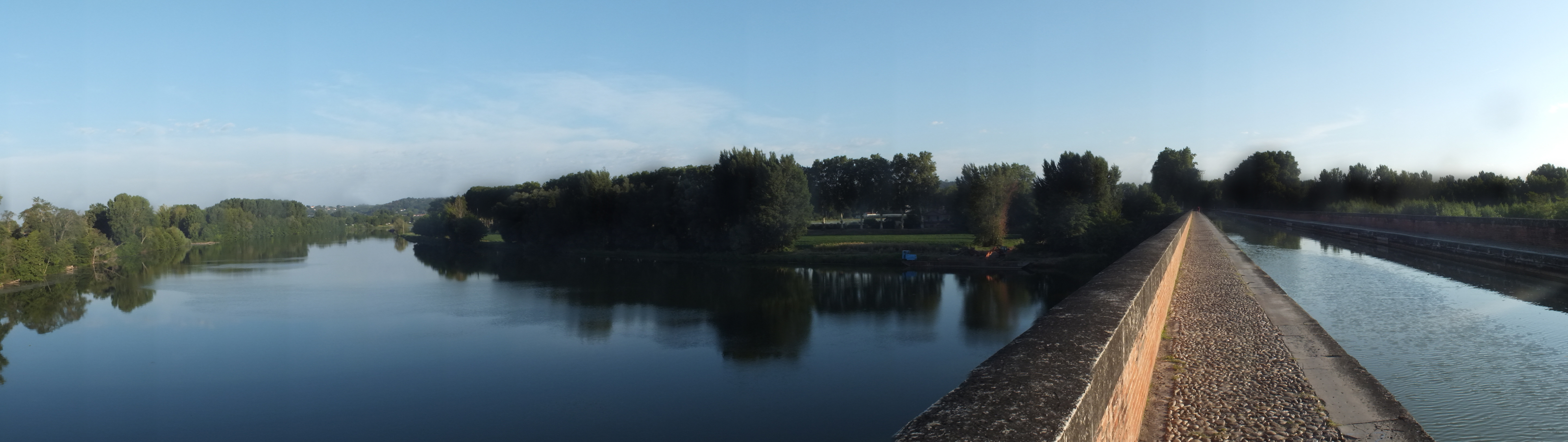
Le pont-canal passe sur le Tarn

## Histoire
Il a été construit en 1844 en briques de Toulouse et pierre du Quercy par l'ingénieur François Terrié, sous la maîtrise d'ouvrage de Jean-Baptiste de Baudre[Quoi ?], ingénieur des Ponts et Chaussées.
Ses dimensions sont : longueur totale 356 m ; largeur 8,35 m sur 14 piles.
À moins de 200 m en amont, la Compagnie des chemins de fer du Midi et du Canal latéral à la Garonne a construit le viaduc ferroviaire du Cacor en 1857. De 1930 à 1932, les trains ont emprunté le pont-canal en accotement, le temps que le viaduc ferroviaire, détruit par une crue du Tarn, ne soit remplacé par le pont actuel,.

## Galerie de photographies

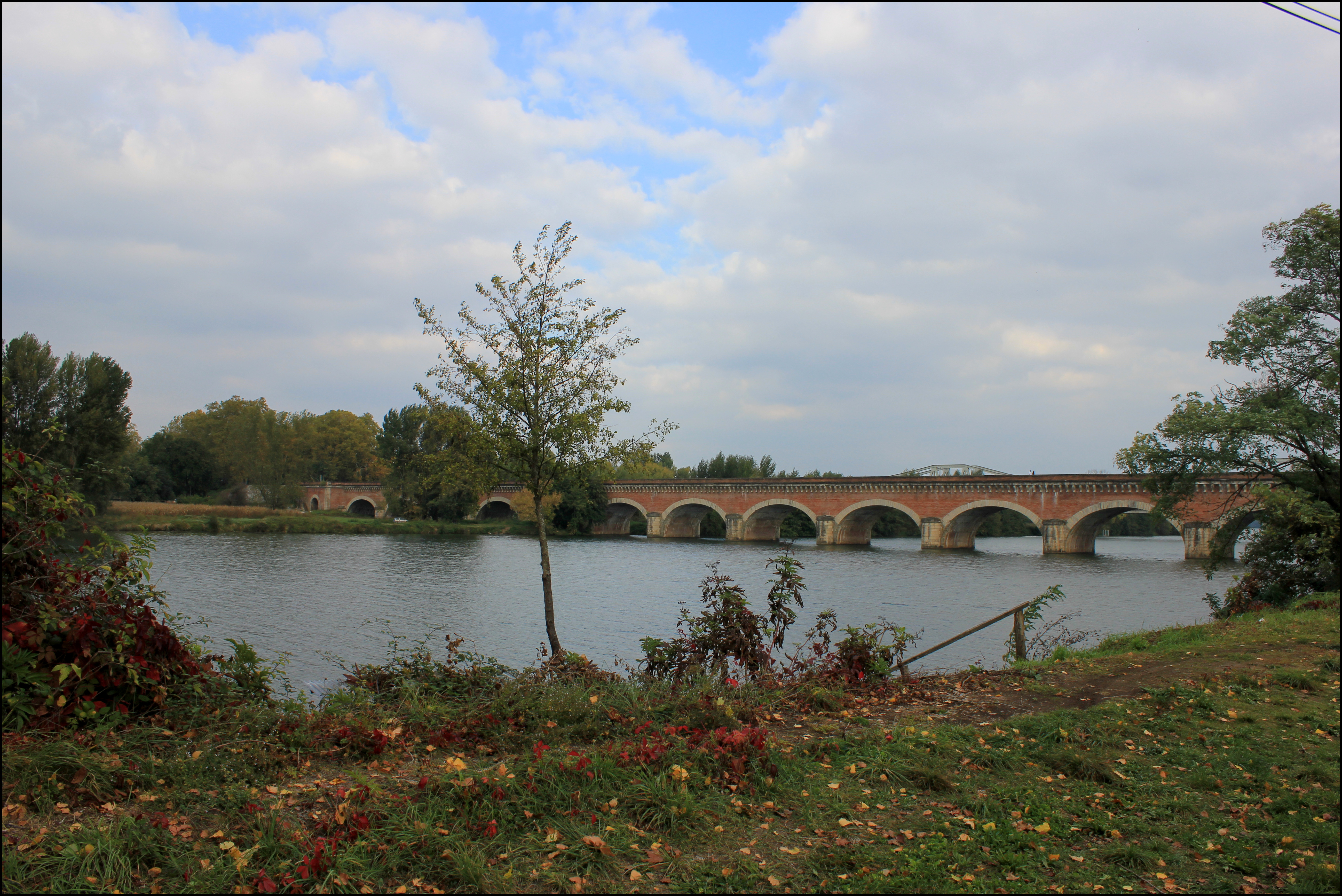
Pont-canal sur le Tarn près de Moissac.
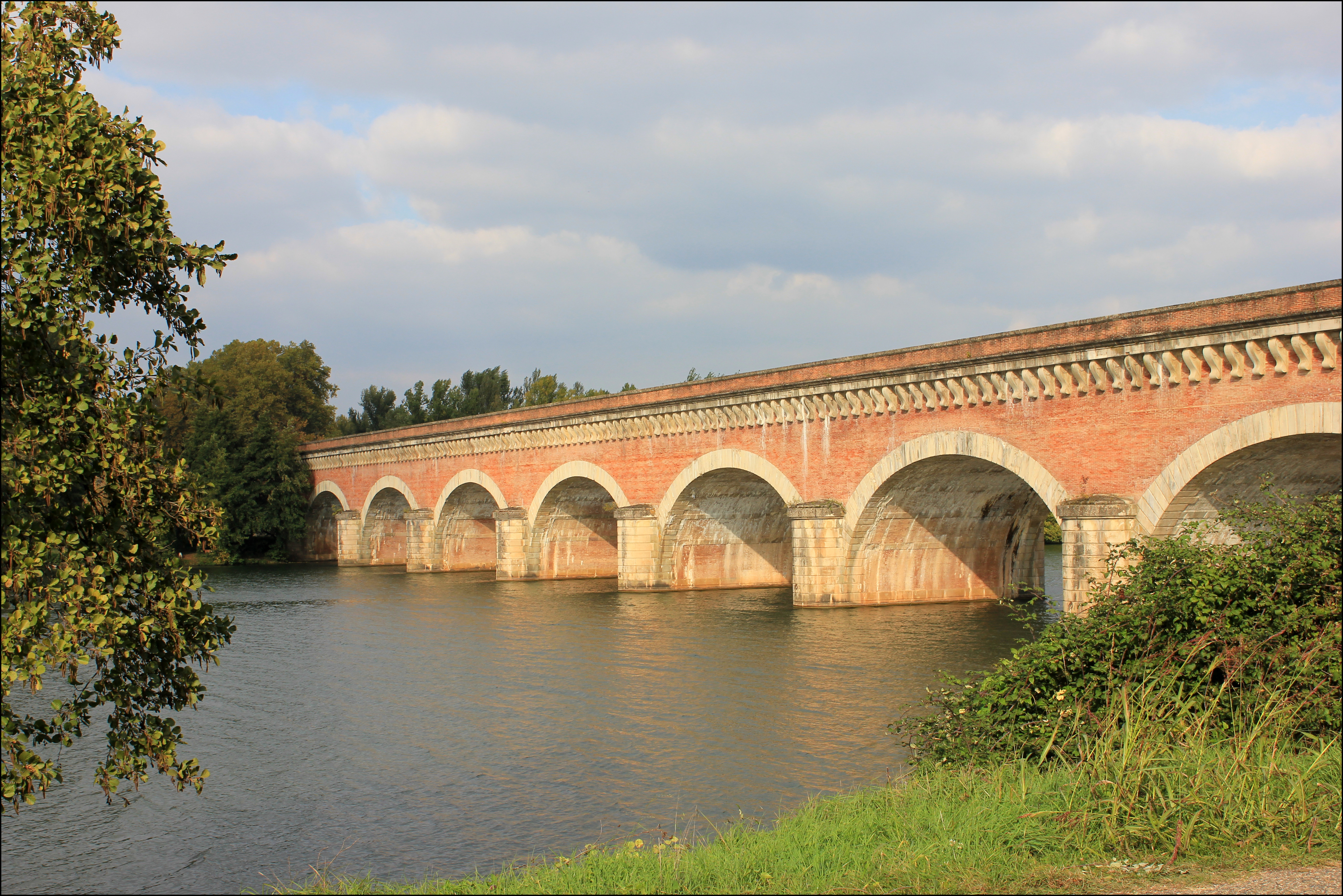
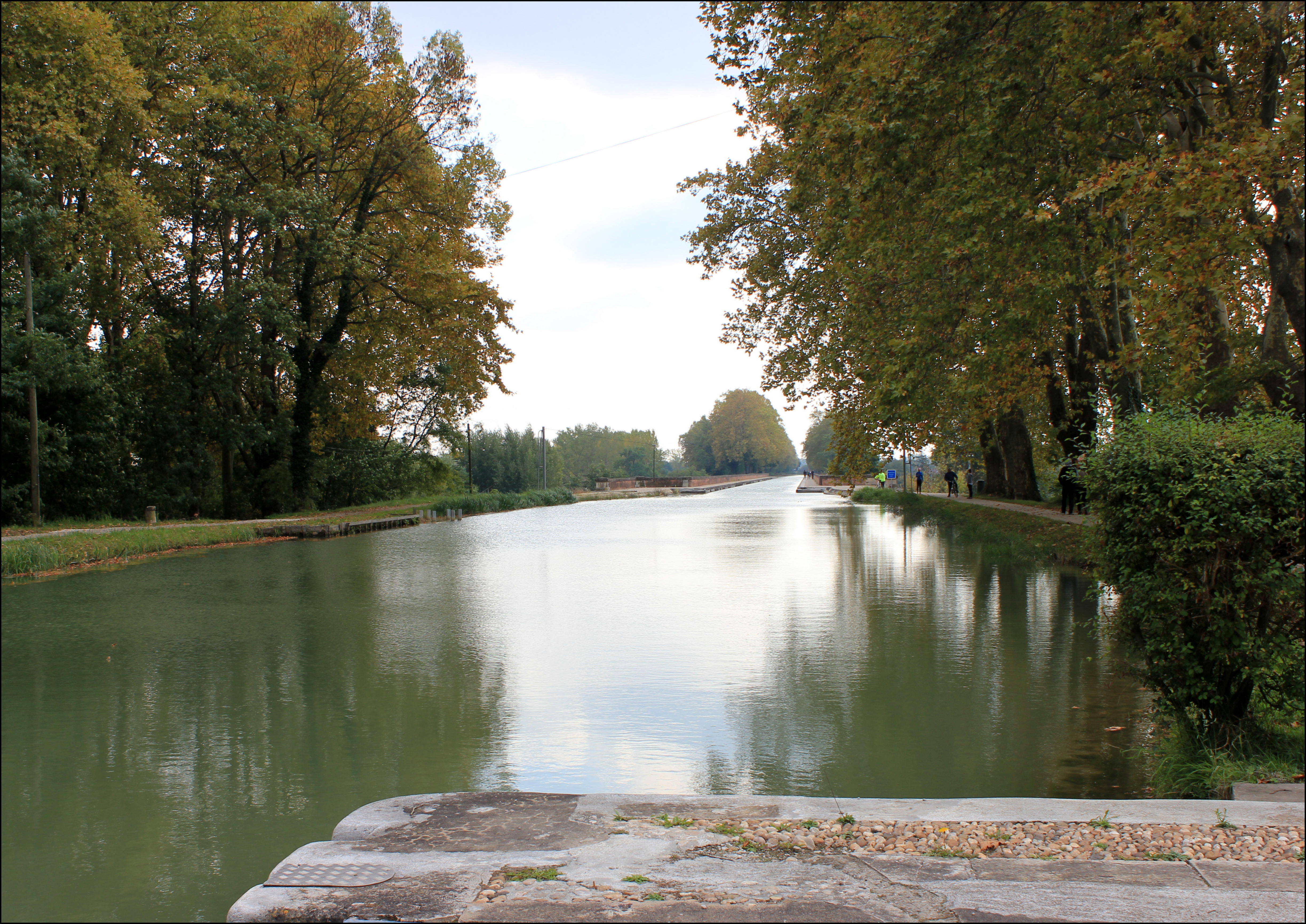
Perspective sur le pont-canal à l'écluse du Cacor.

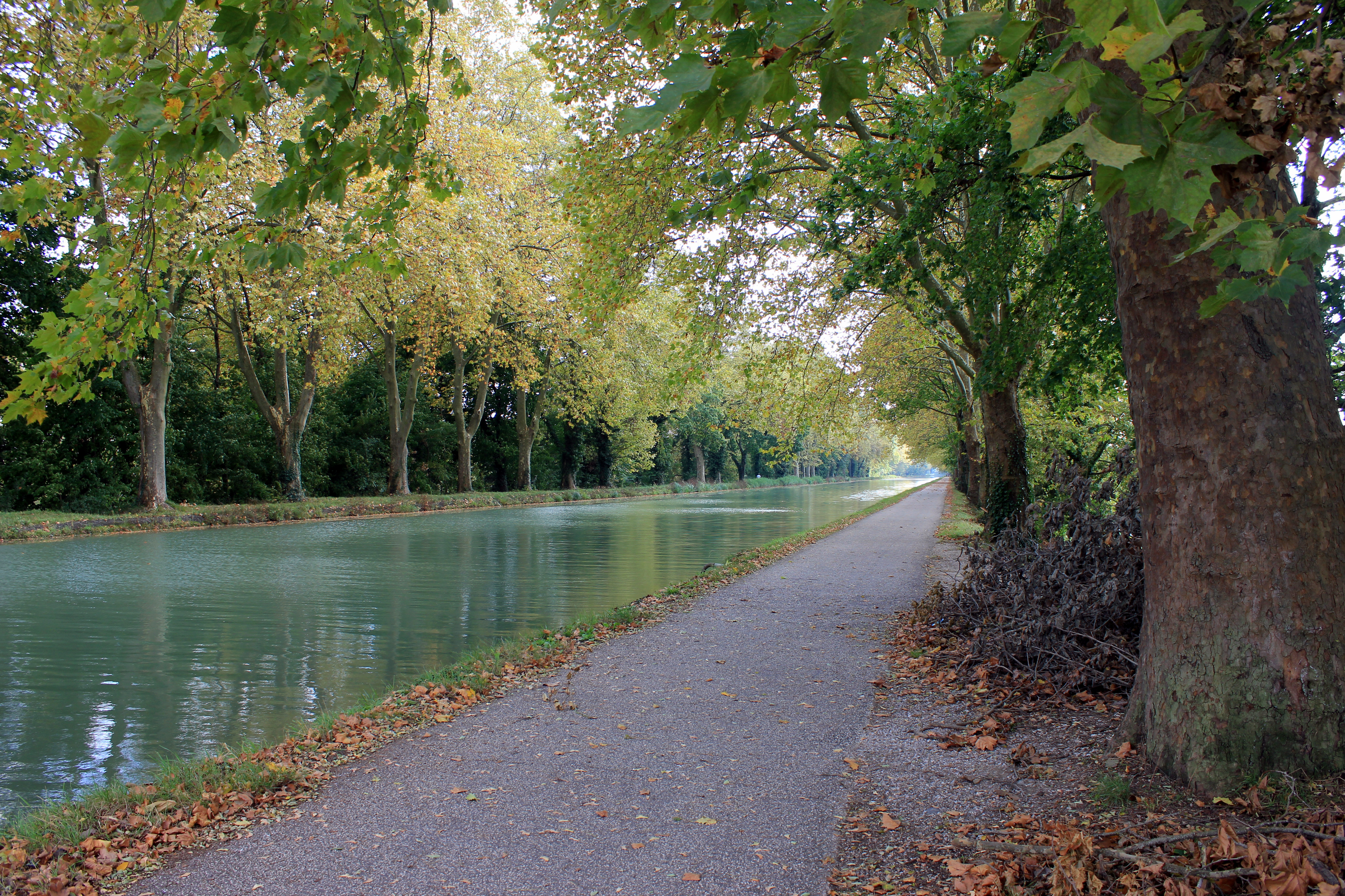
Canal latéral à la Garonne au niveau du pont-canal du Cacor.
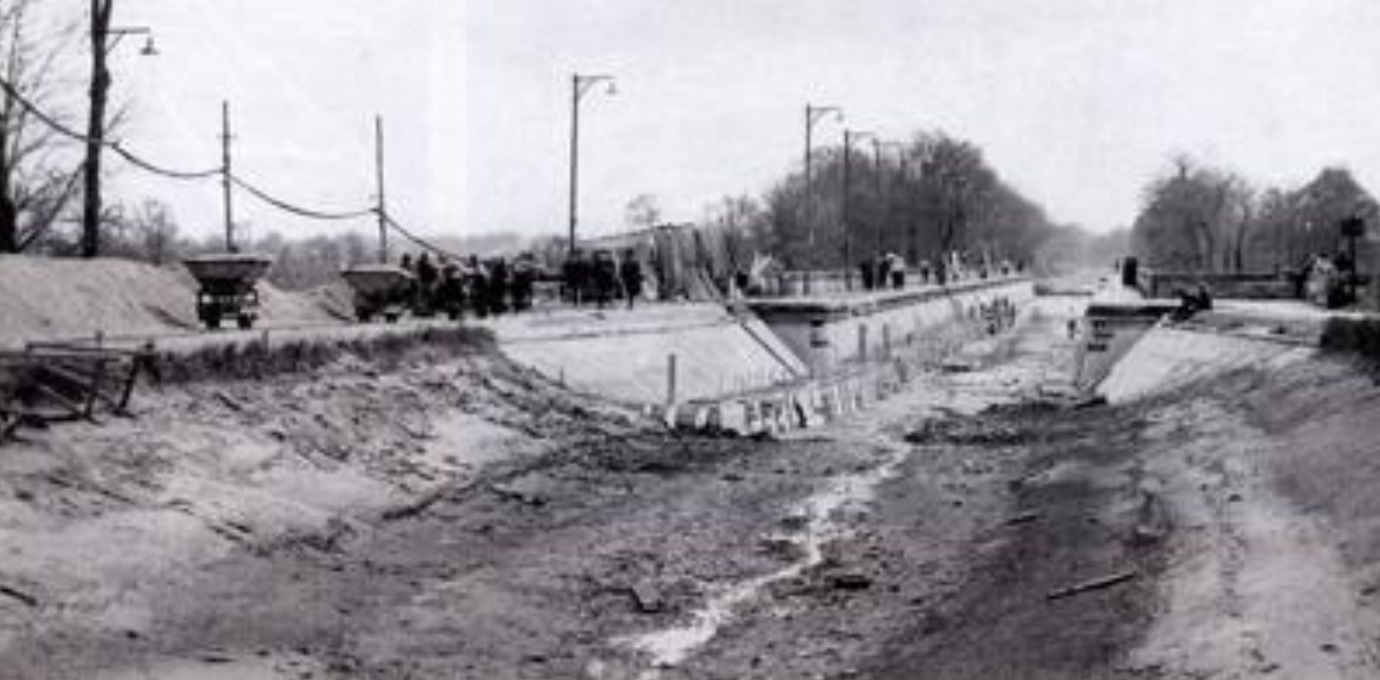
Travaux du chemin de fer temporaire en 1930.